# Ovisnost o igrama na sreću
Ovisnost o igrama na sreću, ovisnost o kockanju, patološko kockanje ili ludopatija (Et: Od latinskog ludus, igra i grčkog πάθεια, patheia, stanje ili trpljenje) označava nesposobnost pojedine ovisne osobe koje ne može odoljeti kockanju ili klađenju, čak i ako prijete ozbiljne posljedice u osobnom, obiteljskom ili poslovnom okruženju. Muškarci su češće pogođeni nego žene. 
Patološko kockanje se u MKB-10 klasifikaciji (zajedno s trihotillomanijom kleptomanijom i piromanijom)  svrstava pod abnormalne navike s poremećajom kontrole impulsa.

## Simptomi
Često sudjelovanje u igrama, uz izraženo mentalno bavljenje ili razmišljanje glede pronalaska "uspješne tehnike ili načina prikupljanja novca – kao početni kapital".
Pokušaji odolijevanja napasti ne uspijeva u više navrata i prikriva se od "ostalih" (članova obitelji, prijatelji, starim znancima). Često nastaju ozbiljne financijske posljedice, i dovode do raskidanja međuljudskih odnosa.

## Faze igračke karijere
“Kockarska karijera“ se može dijeliti u tri faze: dobiti, gubitka i očaja. 

### Faza dobiti
- sporadično kockanje
- veći dobitak, ili više manjih dobitaka
- pozitivno uzbuđenje ili emocije prije i za vrijeme igre
- nerealististični optimizam
- sve češće igranje
- kockanje za veće novčane iznose

### Faza gubitka
- bagateliziranje gubitaka
- hvaljenje pred drugim osobama o dobitima
- čini se da su gubitci pokriveni profitom
- češće igranje nasamo
- češće razmišljanje o igri
- prvi veliki gubitci
- prikrivanje neuspjeha i laganje o stvarnim gubitcima
- zanemarivanje obitelji i prijatelja
- bavljenje s igrom tijekom radnog vremena
- pozajmljivanje novaca
- nemogućnost odolijevanja kocki

### Faza očaja
- kašnjenje u vraćanju duga
- promjene u strukturi osobnosti: razdražljivost, zbunjenost, agitacija, poremećaji spavanja
- potpuno povlačenje iz društvenog života
- potpuno povlačenje od obitelji i prijatelja
- gubitak društvenog statusa i ugleda
- korištenje vremena i novca isključivo za igru
- bol svijesti panične reakcije
- nezakoniti načini zarade novca
- mržnja prema drugima (posebno igračima koji pobijede)
- beznađe, opasnost od suicida (ili pokušaji)

## Liječenje
Terapija zahtijeva pomoć psihoterapije (multimodalnu psihoterapijiu), kao i mjere za pomoć u rješavanju financijskih dugova. Preporučuje se sudjelovanje u grupama, na primjer, grupe "anonimnih kockara".

U Hrvatskoj se problematikom ovisnosti o igrama na sreću bavi Zajednica Cenacolo kroz program "Edukacije za život", koji za cilj ima cjelovitu izgradnju osobe u punini njene slobode, čime osoba postiže sposobnost odgovornog i uravnoteženog korištenja tehničkih dostignuća bez dodatnih neželjenih posljedica.

## Posljedice i komplikacije
Ovisnici o kockanju često se bave pronalaženjem "poboljšanih" tehnika kockanja, te pokušaju pribaviti novaca za igre pomoću krađe, prekomjernim zaduživanjem ili prijevarama. 

## Vanjske poveznice
- bet-club
- informacije o kockanju  Arhivirana inačica izvorne stranice od 28. veljače 2009. (Wayback Machine)

|  | Molimo pročitajte upozorenje o korištenju medicinskih informacija. Ne provodite liječenje bez savjetovanja s liječnikom! |